# Йорско плато
Йорското плато (на грузински: ივრის ზეგანი; на руски: Иорское плоскогорье), или Гаре-Кахетинско плато, е обширно плато, разположено между долините на реките Кура на юг и левия ѝ приток Алазани на север, на територията на Грузия и Азербайджан.
Простира се от северозапад на югоизток на протежение около 170 km и ширина 55 – 60 km. По цялата си дължина е разсечено на две части от дълбоката долина на река Йори. Изградено е от рохкави песъчливо-гленести наслаги, пясъчници и конгломерати, образуващи нагъната структура. Характерна черта на релефът му е редуването на ниски и дълги възвишения с плоски равнини и котловини между тях. Надморската му височина варира от 200 m на югоизток до 900 m на северозапад. Максимална височина връх Натахтари 966 m, (41°41′03″ с. ш. 45°16′55″ и. д. / 41.684167° с. ш. 45.281944° и. д.), разположен в крайната му северозападна част. Покрито е с черноземни, кестеняви и кафяви почви, върху които расте степна растителност, редки широколистни гори и скални ксерофити. Значителна част от площта му се обработва. Югоизточната му част се нарича Ширакска степ. По северната му периферия, на грузинска територия са разположени градовете Сагареджо, Сигнахи, Цнори и Дедоплис-Цкаро.

## Топографска карта
- К-38-XХІІІ М 1:200000[2]
- К-38-XХVIІІ М 1:200000[3]
- К-38-XХІХ М 1:200000[4]